# Ohio (rijeka)
Ohio je rijeka u SAD-u, lijeva pritoka rijeke Mississippi. Rijeka Ohio duga je 1579 km, nastaje spajanjem rijeka Allegheny i Monongahela, u Pittsburghu u državi Pennsylvania, a ulijeva se u Mississippi kod grada Cairo u državi Illinois.
Najveća pritoka rijeke Ohio je rijeka Tennessee, a značajnije pritoke su i rijeke Kentucky, Wabash, Scioto, Muskingum i Cumberland.

## Ime
Engleski naziv došao je od irokeške riječi "O-Y-O", što znači "velika rijeka". Jedan od prvih Europljana koji je vidio rijeku Ohio bio je Francuz Rene Robert Cavelier Sieur de La Salle 1669. Rijeku je nazvao "la belle riviere" ili "prekrasna rijeka".

## Povijest
Tijekom 1600-ih i 1700-ih, rijeka Ohio služila je kao južna granica onoga što se kasnije nazvalo Sjeverozapadni teritorij. U nekoliko ugovora, rijeka je također poslužila kao razdjelnica između britanskih naselja u Kentuckyju i zajednica američkih Indijanaca u državi Ohio. Britanci su općenito ostali južno od rijeke, dok su američki Indijanci nastavili živjeti i loviti sjeverno od nje sve do kraja Američke revolucije. Dok su se doseljenici kretali na zapad preko Apalačkog gorja, mnogi od njih koristili su rijeku Ohio za prijevoz svojih obitelji i stvari na zapad. Nekoliko prvih stalnih naselja novonastalih Sjedinjenih Država osnovano je na obalama rijeke. Ta su mjesta obuhvaćala gradove Marietta, Steubenville i Cincinnati. 
Tijekom 1800-ih, rijeka Ohio postala je važan komercijalni put za stanovnike Ohaja, Kentuckyja, Indiane i Illinoisa. Poljoprivrednici i proizvođači slali su svoje usjeve i gotove proizvode na čamcima i Teglenicama nizvodno do rijeke Mississippi i na kraju dalje do New Orleansa. Po dolasku u New Orleans, teret je utovaren na oceanska plovila za isporuku u istočne luke poput Philadelphije, New Yorka i Bostona. Ovaj je vodeni put bio mnogo brži i jeftiniji od prevoza robe kolima preko Apalačkog gorja. 
Unatoč dolasku željeznica, poboljšanih autocesta i zračnog prometa, rijeka Ohio i dalje služi kao glavna arterija za prijevoz rasutih predmeta poput ugljena i žita. Sjeverna obala rijeke Ohio također je južna granica Ohaja, odvajajući državu od Zapadne Virginije i Kentuckyja. 